# Georg Poulsen
Georg Viggo Poulsen (født 27. oktober 1929 i Helsingør, død 23. juli 2014 i Klampenborg) var en dansk fagforeningsleder, der var formand for Dansk Metalarbejderforbund 1978-1991.
Georg Poulsen blev efter syv års skolegang maskinarbejderlærling på Helsingør Skibsværft og Maskinbyggeri og blev udlært i 1949. På værftet blev han tillidsmand i 1958 og var 1960-1963 fællestillidsmand, og fra 1963 var han formand for metalarbejderne i Helsingør. Han kom 1969 i Dansk Metalarbejderforbunds hovedbestyrelse, i 1973 ansat i forbundet, og blev valgt som forbundssekretær og leder af forbundets forhandlingsafdeling i 1974. Han valgtes i 1978 til forbundsformand, da Paulus Andersen trak sig tilbage på grund af sygdom. Posten som formand bestred han til 1991.
Georg Poulsen begyndte sin politiske bane som ung med at være aktiv inden for DKP. Herfra gik han over i SF og var 1966-1970 partiets repræsentant i Helsingør byråd. Han brød med SF, og efter ansættelsen i Dansk Metalarbejderforbund gik han over i Socialdemokratiet, hvor han var en af fagbevægelsens repræsentanter i forretningsudvalget.
Georg Poulsen havde mange bestyrelseshverv bl.a. i broselskaberne på A/S Storebæltsforbindelsen og A/S Øresund, ISS, Asea Brown Boveri og Aarhus Flydedok A/S. Han var engageret i AIDS-Fondets arbejde og medlem af præsidiet. Han blevet tildelt Erhvervslivets debatpris 1987, Den berlingske fonds hæderspris 1997 og blev 2010 hædret med Helsingør-medaljen.
Georg Poulsen har skrevet bøgerne Et jern af en smed (1994) og sammen med Knud Henning Pedersen Højre og Venstre om Georg (1991).
Georg Poulsen vandt 1949-1951 tre danske mesterskaber i 4 x 1500 meterløb med Helsingør IF. Han var bror til OL-deltageren i atletik Aage Poulsen.
Som dreng kom Georg Poulsen tilfældigt med i filmen Natekspressen (P. 903) (1942). Sammen med sin far, Harald Poulsen, der var chauffør for en kolonialhandler, kom han forbi Kvistgaard Kro, hvor instruktøren Svend Methling spurgte "om han lige måtte låne den unge mand". Som skomagerdreng skulle han i filmen komme med mordbeviset.
Georg Poulsen deltog i radioprogrammet ”Spørg bare”, der blev sendt på P4 lørdag formiddag 1992-1999.